# Петро (герцог Фріульський)
Петро, герцог Фріульський (756–774), син Муніхіса та брат Урсуса. Павло Диякон стверджує, що Муніхіс загинув у тій же битві, що і герцог Фердульф.